# Akotiet Dżan Syjum
Akotiet Dżan Syjum – król Etiopii z dynastii Zague, panujący w XI wieku. Etiopski historyk Taddesse Tamrat twierdził, że Akotiet Dżan Syjum był synem Mara Tekle Hajmanota oraz młodszym bratem swojego poprzednika, króla Tette Uyddyma Tser Asseggyda, a także ojcem Jymryhane Krystosa. Imię Akotieta Dżana Syjuma nie pojawia się na dłuższej liście królów etiopskich. Jego następcą miał zostać Beymnet Gyrma Syjum.